# 大窪寺跡

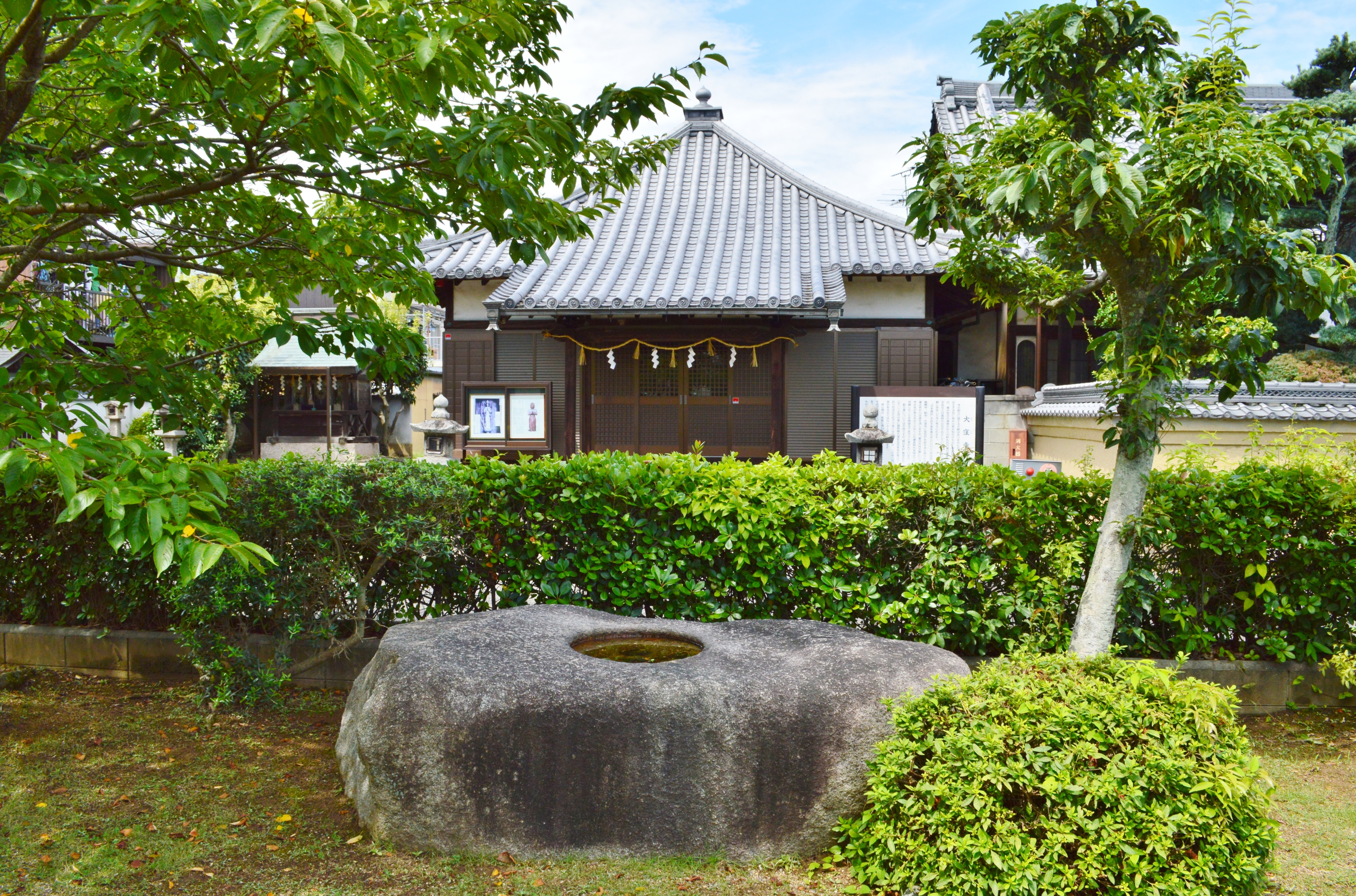
塔心礎（手前）・国源寺観音堂（奥）

大窪寺跡（おおくぼでらあと/おおくぼてらあと）は、奈良県橿原市大久保町にある古代から中世の寺院跡。史跡指定はされていない。
跡地付近に所在する浄土宗の国源寺観音堂（こくげんじ かんのんどう、北緯34度29分39.96秒 東経135度47分29.08秒座標: 北緯34度29分39.96秒 東経135度47分29.08秒）が法燈を継承するとされ、同寺の境内に伝世される塔心礎は大窪寺のものと推定される。

## 歴史
創建は不明（出土瓦によれば白鳳期か）。史書には大窪史（おおくぼのふひと、大窪氏）一族の記載が見え、大窪史と大窪寺の関係を推測する説（一説に氏寺）もある。
古く『日本書紀』朱鳥元年（686年）8月21日条には、檜隈寺（寺跡は明日香村檜前）・軽寺（寺跡は橿原市大軽町）・大窪寺の3寺に30年を限とする封100戸の寄進の記事が見える。持統天皇8年（694年）の藤原京遷都後は、寺域はその京域内に所在した。また延久2年（1070年）の「興福寺雑役免帳」に大窪寺領の記載があるほか、室町時代の「越智郷段銭帳」にも「大窪寺 四町八段半」とあり、鎌倉時代末頃までの存続が確認される。その後、『大和志』や文政12年（1829年）の『卯花日記』では、跡地の様子が記述されている。
大窪寺の寺跡に建てられている国源寺は、建久8年（1197年）の『多武峯略記』によれば、円融天皇の時に神武天皇の神託により創建されたものと伝わる。また文治3年（1187年）に光慧により再興された頃には、国源寺は御陵寺としての性格を有したという。その後、嘉吉年間（1441-1444年）頃に興福寺晨勝院の末寺に入り、8坊を有した。現在は正安4年（1302年）の作になる木造聖徳太子立像（奈良県指定有形文化財）を伝世する。
なお、大窪寺の推定寺域内では、1990年（平成2年）に塔心礎付近で発掘調査が実施されている。

## 伽藍
伽藍配置は不明。国源寺観音堂境内に所在する塔心礎の位置等から、金堂は現在の国源寺付近に推定される。
1990年（平成2年）に実施された発掘調査では、心礎南側に土坑が、周辺に掘立柱建物の柱穴が検出されている。ただし、柱穴は土坑と異なる時期の、大窪寺ないし藤原京の建物跡とされる。
出土遺物のうちでは、特に単弁有子葉蓮華文軒丸瓦・重弧文軒平瓦がある。なお、『卯花日記』では礎石が散在する旨が記されているが、現在は塔心礎以外の所在は不明。

## 考証

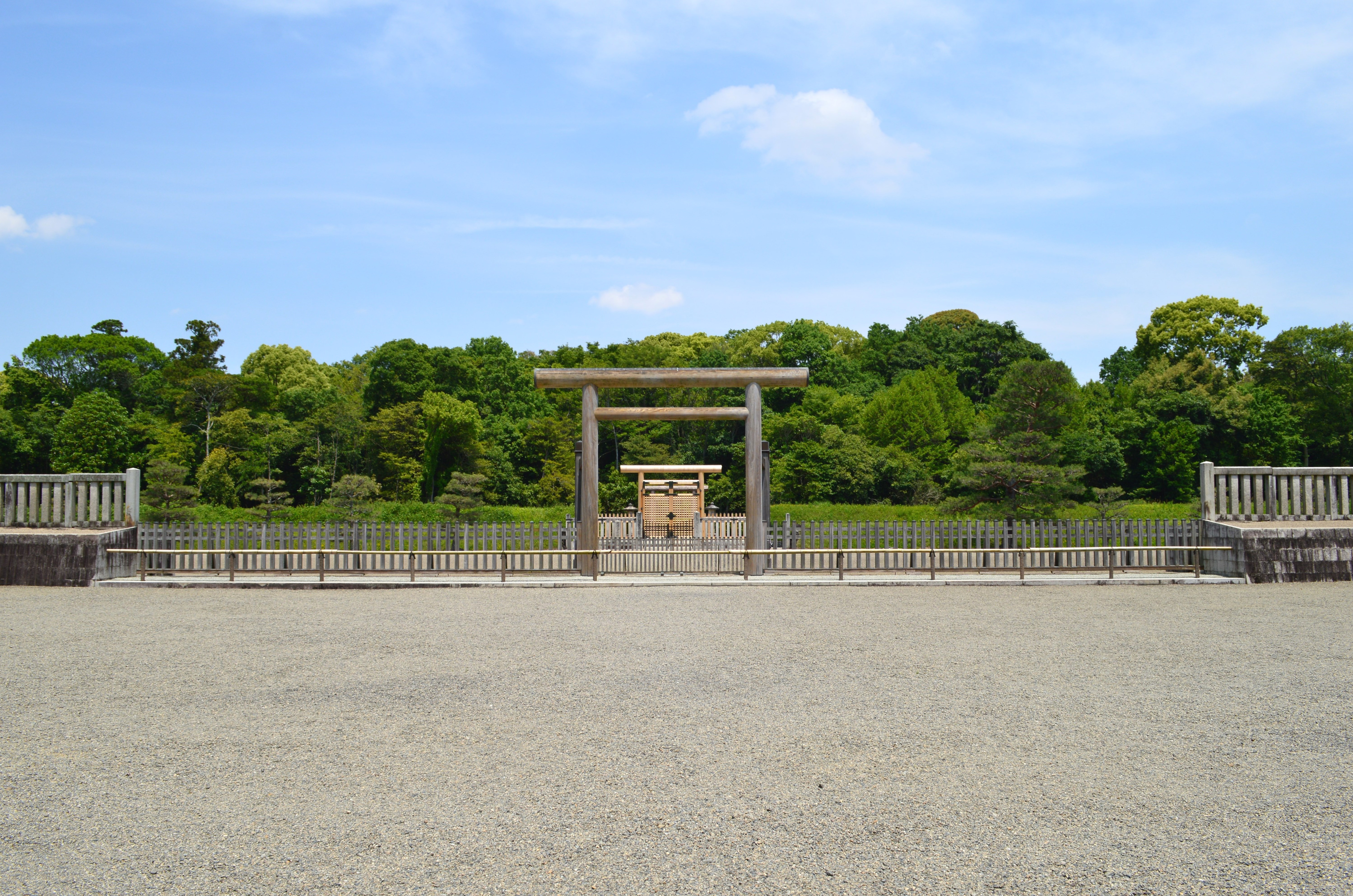
神武天皇陵

大窪寺跡に関しては、その寺域を神武天皇陵域に推測する説が知られる。現在の神武天皇陵は、中世頃に所伝を失って所在不明となったのち、文久3年（1863年）に諸説のうちから「神武田」と呼ばれる地の小丘に治定され、陵墓形成されたものになる。この神武天皇陵と大窪寺跡との関係を推測する説では、前述の文書に見える大窪寺領の坪付が伝神武天皇陵周辺に位置し、神武天皇陵東側にも塔垣内・南塔垣内・東今度・西今度の小字が遺存する点が指摘される（「今度」は「金堂」の転訛か）。加えて、神武田に遺存した小丘は方形の土壇状であったと伝わることや、「塔垣内」の字名から、小丘は本来は大窪寺の塔基壇の一部であった可能性が指摘される。そのほか、神武天皇陵域内に残る礎石群も大窪寺のものとする説もある。
なお、大窪寺自体を神武天皇陵の陵寺や墓辺寺としての創建と推測する説もある。